# Dvojni dvojček
Dvojni dvojček je košarkarski dosežek, kjer igralec na eni tekmi doseže dvomestno število v dveh od naslednjih petih prvin: točke, skoki, asistence, ukradene žoge in blokade. Največkrat se doseže s točkami in s skoki. Bolj cenjena dosežka od dvojnega dvojčka sta trojni dvojček in izjemno redki četvorni dvojček
V NBA sezoni 2005/2006 so imeli povprečje dvojnega dvojčka Elton Brand, Tim Duncan, Kevin Garnett, Dwight Howard, Shawn Marion, Troy Murphy in Steve Nash. Edini igralec NBA, ki mu je doslej v dveh elementih dosegel številko, večjo od 40, je bil Wilt Chamberlain, na srečanju leta 1961 je vknjižil 78 točk in 43 skokov.